# Mircea Block
Mircea Block (n. 26 mai 1926, București, România – d. 1998, București, România) a fost un poet, textier, actor, libretist și scenarist român. A fost căsătorit cu cântăreața de muzică populară Angela Moldovan. Este autorul cunoscutului șlagăr „Lalele” (compozitor Temistocle Popa) și ale celebrelor cântece lansate de Dan Spătaru: „Trecea fanfara militară” (compozitor Temistocle Popa), „În rândul patru, banca de la geam” (compozitor Temistocle Popa), „Tu, eu și-o umbrelă” (compozitor Temistocle Popa), „Să cântăm chitara mea” (compozitor Temistocle Popa) etc.

## Biografie
Mircea Block s-a născut la București, pe 26 mai 1926, într-o familie de intelectuali români. Tatăl său, Heinrich Block (1890-1956), a fost un cunoscut scriitor, traducător și publicist român de etnie germană. Heinrich Block s-a născut în 1890, în localitatea Heilbronn (populată cu etnici germani) din Crimeea. Mama sa, Maria Block (Frunză), s-a născut în Chișinău în 1892: a decedat în 1976 și este înmormântată împreună cu soțul său în Cimitirul Colentina din București. Mircea Block a fost fratele mai mic al lui Igor Block.

### Textier de muzică ușoară
Mircea Block a fost cel mai renumit poet-textier din România. A avut o activitate impresionantă în mai multe genuri de muzică: muzică ușoară, muzică populară, romanțe, muzică pentru copii, muzică corală, muzică patriotică. Poetul Mircea Block a publicat mai multe plachete de poezie, dar nu se cunosc titlurile și nici creațiile poetice incluse în aceste volume. A avut însă inspirația să publice un volum de versuri, puse pe note de diverși compozitori români de muzică ușoară, intitulat Trecea fanfara militară.
Volumul cuprinde versurile șlagărelor muzicii ușoare din România din perioada postbelică, avându-l ca textier pe Mircea Block. A avut colaborări cu mai mulți compozitori de muzică ușoară, îndeosebi cu Temistocle Popa, George Grigoriu, Camelia Dăscălescu, Mișu Iancu. Piesele muzicale create în colaborare cu Temistocle Popa au devenit șlagăre celebre, care se bucură și astăzi de statutul de hituri ale muzicii ușoare românești. Primul succes al lui Dan Spătaru, cântecul Măicuța mea, a fost creat de compozitorul Temistocle Popa și poetul Mircea Block.

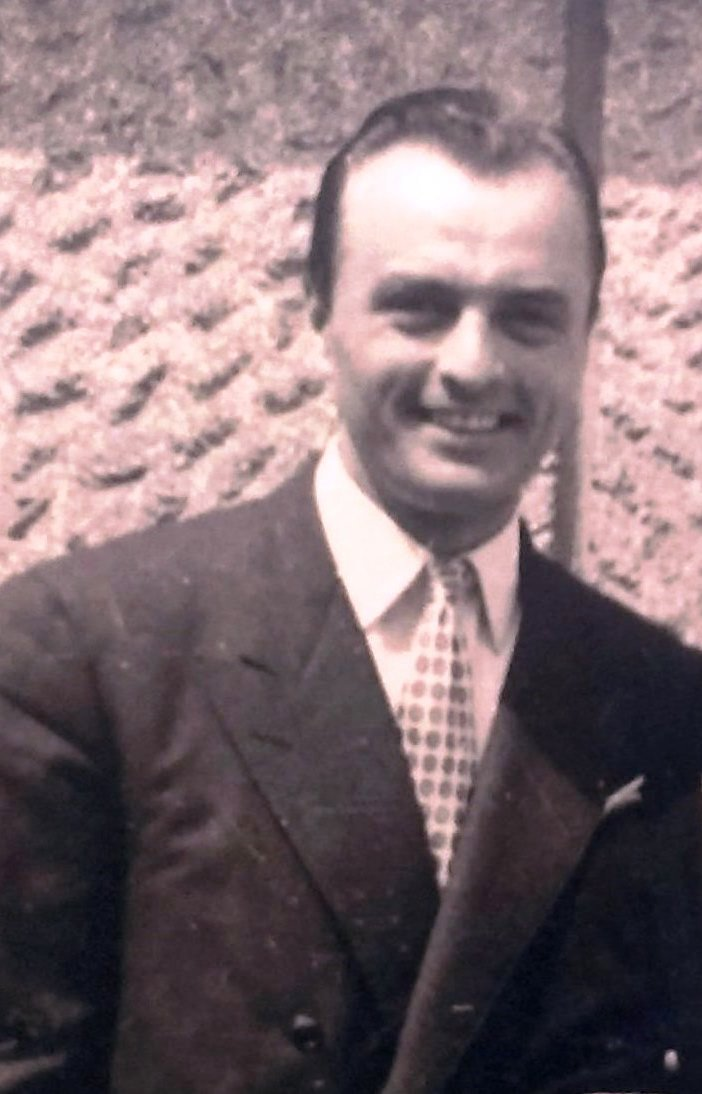
Mircea Block, București, 1960

Mircea Block este autorul versurilor cântecelor de muzică ușoară, precum: București (1956) (compozitor Temistocle Popa); Cu cine semeni dumneata (compozitor Temistocle Popa);
Pădure (compozitor Temistocle Popa); Noapte bună, București (Temistocle Popa); Zorile (compozitor Temistocle Popa; Spune-mi, ce mai face mama (compozitor Temistocle Popa);
Mereu cânta o serenadă (compozitor Temistocle Popa); Spune-mi unde, spune-mi cine (compozitor Temistocle Popa); Un vis frumos (compozitor Temistocle Popa); Mi-a spus inima
aseară (compozitor Temistocle Popa); Tu nu-nțelegi că te iubesc (compozitor Temistocle Popa); Mi-a plăcut surâsul tău (compozitor Temistocle Popa); Asta e legea omenească
(compozitor Temistocle Popa); De unde vii, frumoasă doamnă (compozitor Temistocle Popa); Omule, îți mulțumesc (compozitor Temistocle Popa); Îmi bate toamna la fereastră
(compozitor Temistocle Popa); A căzut un pescăruș (compozitor Temistocle Popa); Cântecului băiatului (compozitor Temistocle Popa); Ce e cu tine? (1967) (compozitor Temistocle Popa); E prea frumos (1968) (compozitor Temistocle Popa); Bine ai venit, iubire (1983) (compozitor Temistocle Popa); Sărută marea pentru mine (compozitor Temistocle Popa); Iubirea ta (1983) (compozitor Temistocle Popa); Zamfira (1992) (compozitor Temistocle Popa); Cântec de pe la noi (1993) (compozitor Temistocle Popa); Ți-am ghicit gândul (1993) (compozitor Temistocle Popa); Pe-același deal (1997) (compozitor Temistocle Popa); Auzi cum cântă marea (compozitor Camelia Dăscălescu); Ale tale (1968) (compozitor Aurel Manolache); Dar nimeni nu-i ca noi (1977) (compozitor Ramon Tavernier); Ce mult e o zi (1966) (compozitor Mișu Iancu); Te rog, să-mi scrii (1966) (compozitor Mișu Iancu);
Chemarea mării (compozitor George Grigoriu); Broscuța îndrăgostită (compozitor George Grigoriu); Olario (Compozitor Radu Șerban); Mi-e teamă să te cert (compozitor Radu Șerban).

### Textier de romanțe
Poetul Mircea Block a scris versuri și pentru compozitorii de romanțe. Este autorul textului celei mai cunoscute romanțe, intitulată N-ai să știi niciodată (compozitor Ioanin
Lupescu). Pe parcursul vieții a avut colaborări cu renumiți compozitori de romanțe: Ioanin Lupescu, Aurel Giroveanu, Ion Cristinoiu, Dan Mizrahy, George Grigoriu, Dan Stoian, Ionel Budișteanu, Constantin Arvinte. La edițiile Crizantemei de Aur de la Târgoviște concurenții aduc în scenă romanțe pe versuri semnate de Mircea Block: Dac-ai ști ce este dorul (compozitor Ioanin Lupescu); Nu-i niciodată prea târziu (compozitor Ioanin Lupescu); Mi-e tare dor de casa cu cerdac (compozitor Angela Moldovan); Întinerești, bătrâne, Iași (compozitor Angela Moldovan); Inimă (compozitor Paraschiv Oprea); Melodia unei amintiri (compozitor Camelia Dăscălescu); Cântec pentru părinți (compozitor Ion Cristinoiu);
Bulevardul castanilor (compozitor Ion Cristinoiu); Toamnă ca-n povești (compozitor Ion Cristinoiu); Eu te iubesc, romanță (compozitor Ion Cristinoiu)); Romanța mea târzie
(compozitor Dan Stoian); Să-mi cânți de dor și of (compozitor Dan Stoian); Bătrâne lăutar (compozitor Dan Stoian); Așa e viața uneori (compozitor Dan Stoian); Cred în frumusețea
vieții (compozitor Dan Stoian); Părinții noștri nu au vârstă (compozitor Dan Stoian); Romanța rugăciune (compozitor Dan Stoian); Romanța mea (compozitor George Grigoriu);
Te voi iubi, romanță (compozitor George Grigoriu); Iubesc romanța (compozitor Aurel Giroveanu); Frumoasă ești, ca o romanță (compozitor Aurel Giroveanu); Veniți, veniți
romanțe vechi (compozitor Aurel Giroveanu); Cântă-mi naiule, în prag (compozitor Aurel Giroveanu); Ai îmbătrânit holtei (compozitor Constantin Arvinte); Nu veni, singurătate
(compozitor Constantin Arvinte); A mai venit o toamnă (compozitor Constantin Arvinte); Romanța dragostei (compozitor Constantin Arvinte); M-am jurat (compozitor Ionel
Budișteanu).

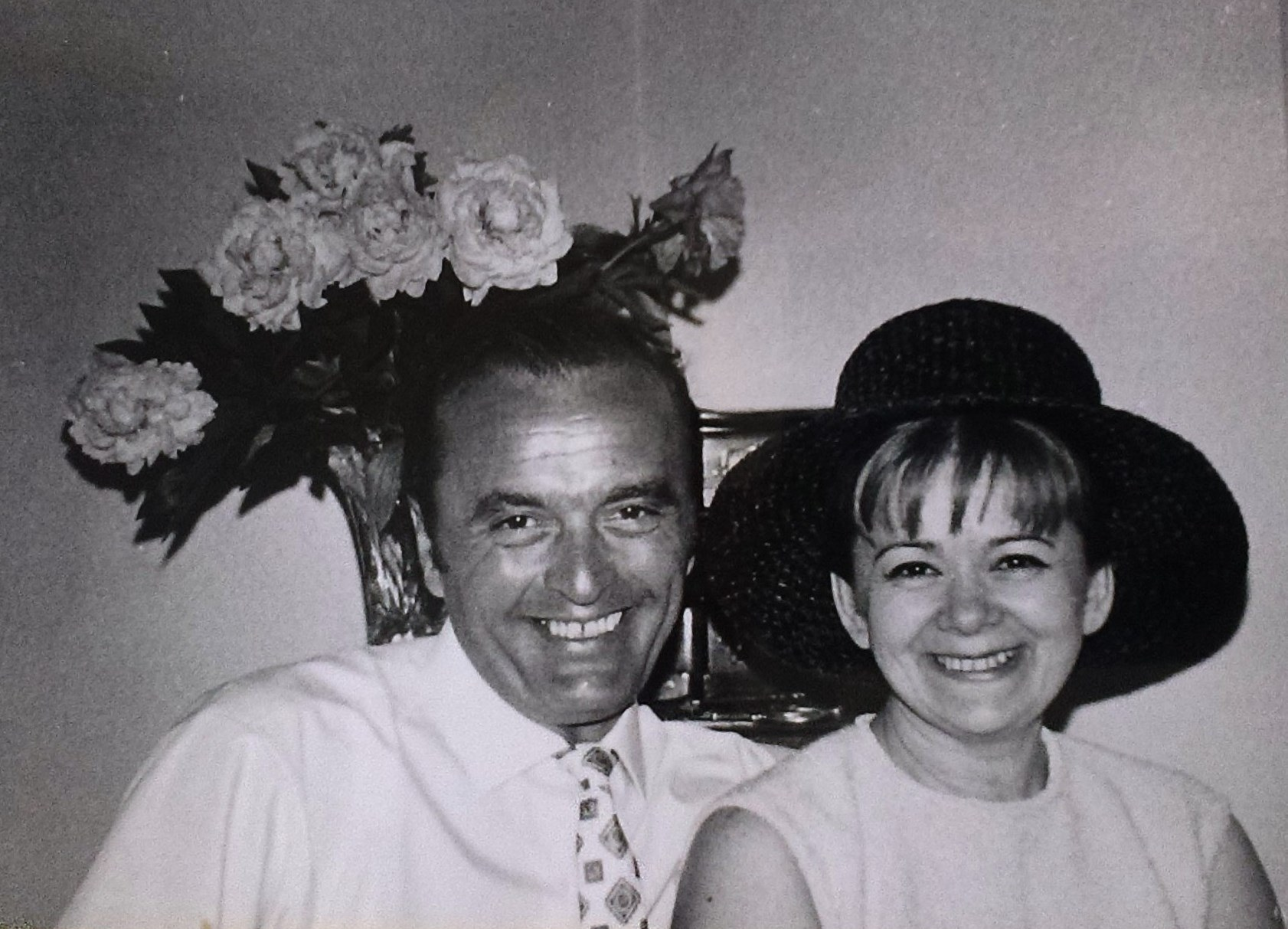
Mircea Block și Angela Moldovan, București, 1968.

Mircea Block a compus și romanțe. Romanța intitulată; Nu mă-ntreba cât te iubesc are muzica, și versurile semnate de Mircea Block.

### Textier de muzică pentru copii
Mircea Block este autorul versurilor tuturor melodiilor din cele două filme pentru copii, Veronica și Veronica se întoarce, pe muzica compozitorului Temistocle Popa.
A fost prolific și la capitolul „Muzică pentru copii”, creând versurile la următoarele cântece, semnate în colaborare cu prolificul compozitor Temistocle Popa: E frumoasă căprioara (compozitor Temistocle Popa); Cântec pentru măicuța mea (compozitor Temistocle Popa); La grădiniță (compozitor Temistocle Popa); Azorel (compozitor Temistocle Popa); Sunt ciocănitoarea Woody (compozitor Temistocle Popa); Cucu (compozitor Temistocle Popa); Chiț-chiț (compozitor Temistocle Popa); Eu sunt o fetiță (compozitor Temistocle Popa); Bunicuții mei (compozitor Temistocle Popa); Ursulețul Bombonel (compozitor Temistocle Popa); Floarea mea (compozitor Temistocle Popa); Oac, oac, un brotac (compozitor Temistocle Popa); Pisicuța gămălie (compozitor Temistocle Popa); Stop (compozitor Temistocle Popa); Bicicleta (compozitor Temistocle Popa); Surioara mea (compozitor Temistocle Popa); Hărnicuța (compozitor Temistocle Popa); Tăticul meu (compozitor Temistocle Popa); Sosește circul (compozitor Temistocle Popa); UNICEF (compozitor Temistocle Popa); Scrisoare deschisă (compozitor Temistocle Popa); Echipa de pe strada mea (compozitor Temistocle Popa); Mi-a căzut un dinte (compozitor Temistocle Popa); Am găsit o literă (compozitor Temistocle Popa); Cântecul primăverii (compozitor Temistocle Popa); Mă voi ruga lui Dumnezeu (compozitor Temistocle Popa); Prietenul meu (compozitor Temistocle Popa); Sunt pescarul amator (compozitor Temistocle Popa); Jocul cifrelor (compozitor Temistocle Popa); Ciobănașul cântă (compozitor Temistocle Popa); Educatoarea mea (compozitor Temistocle Popa); Desenez și colorez (compozitor Temistocle Popa); Concert în pădure (compozitor Temistocle Popa); A venit vacanța (compozitor Temistocle Popa); Toți copiii cântă (compozitor Temistocle Popa); Toți copiii României (1983) (compozitor Temistocle Popa); Veronica (compozitor Temistocle Popa); Broscuța-ndrăgostită (compozitor Temistocle Popa); Cântecul motanului Dănilă (compozitor Temistocle Popa); Cântecul șoricelului Aurică (compozitor Temistocle Popa); Cântecul iepurașilor (compozitor Temistocle Popa); Cântecul licuriciului (compozitor Temistocle Popa);Dați-mi o chitară (compozitor Temistocle Popa); Cântecul greierului (compozitor Temistocle Popa); Cântecul vulpii (compozitor Temistocle Popa).

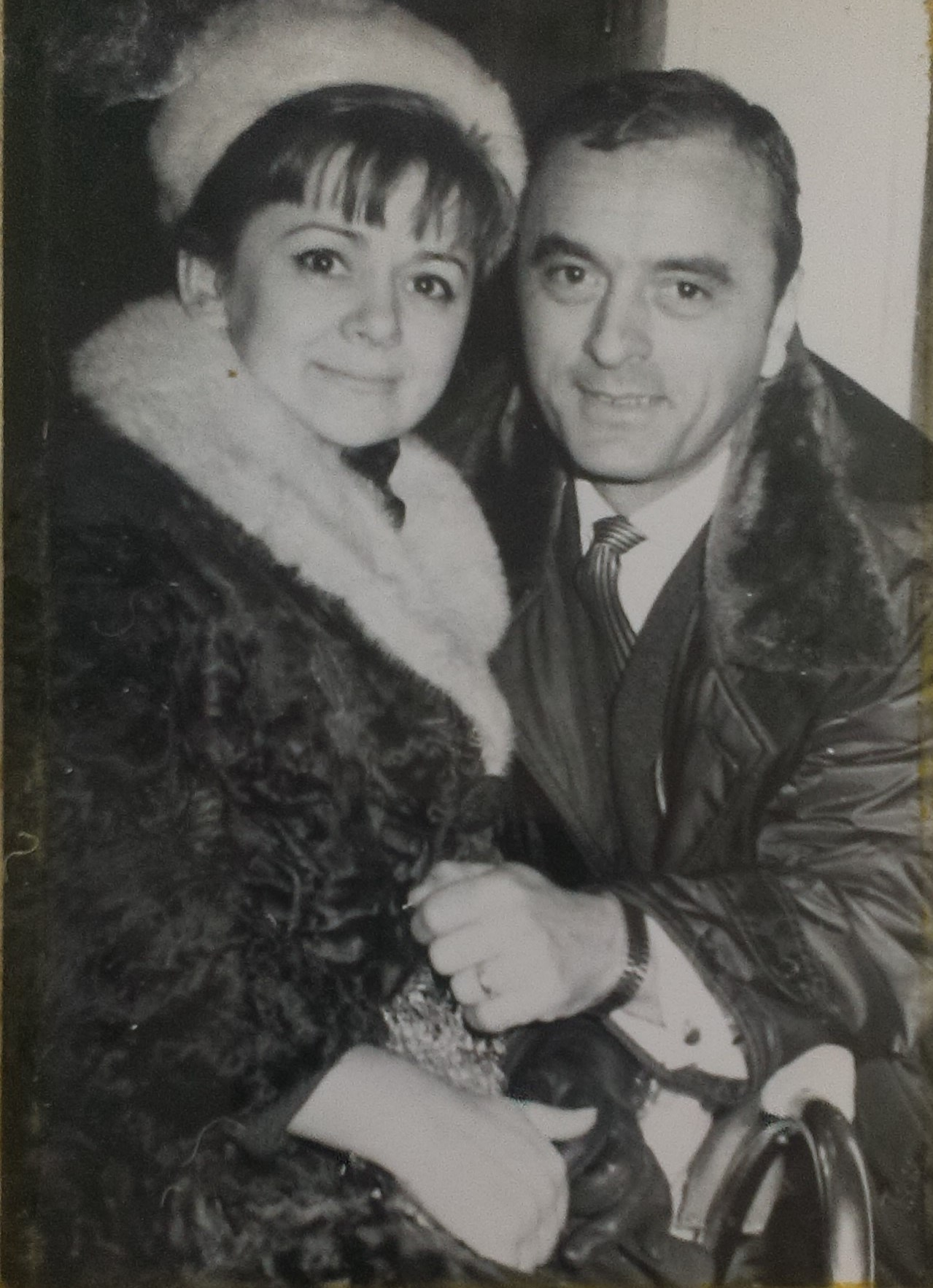
Angela Moldovan și Mircea Block – turneu în Delta Dunării, 1967.

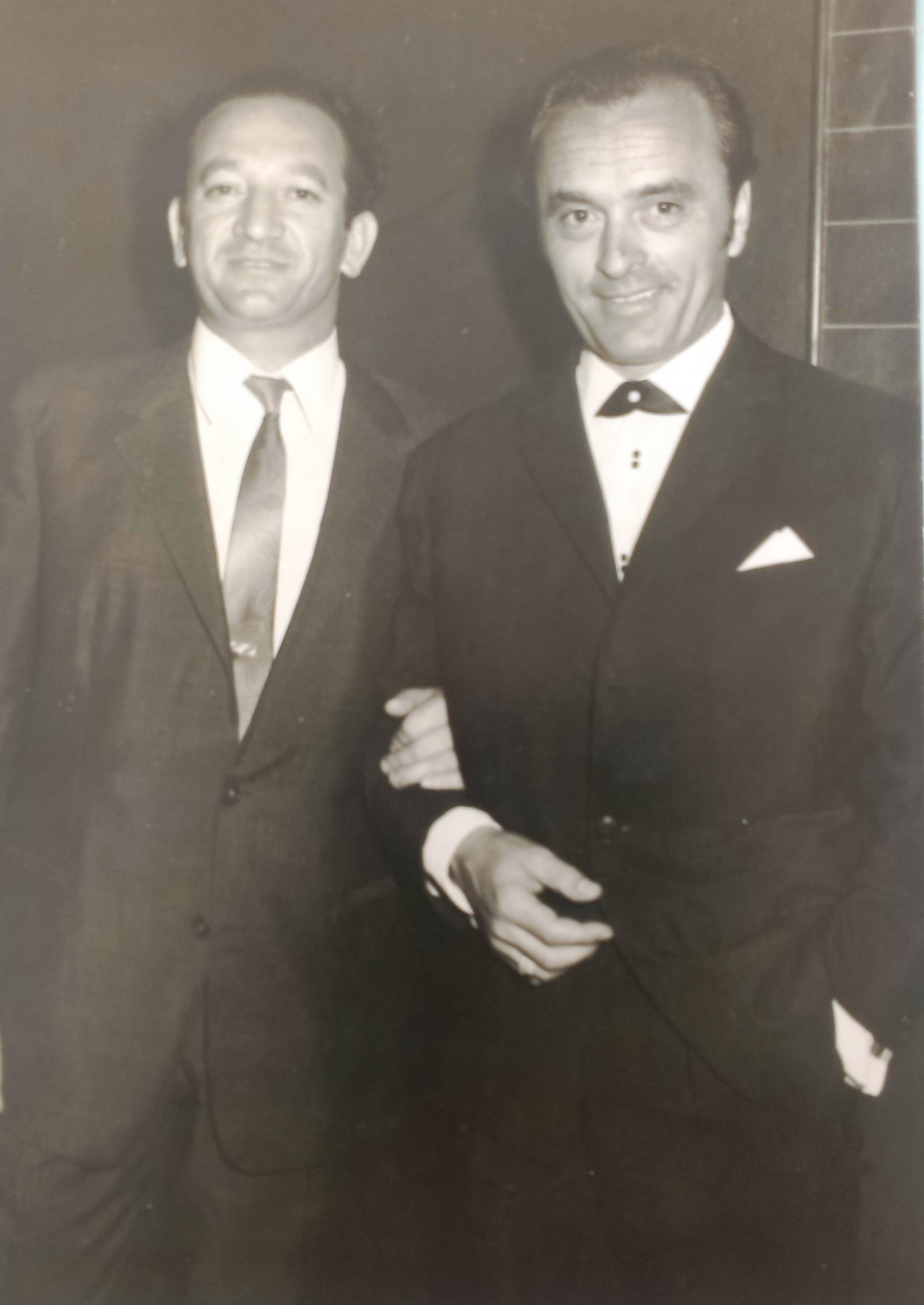
Mircea Block și impresarul C. Echaus, în turneul din Israel, 1969.

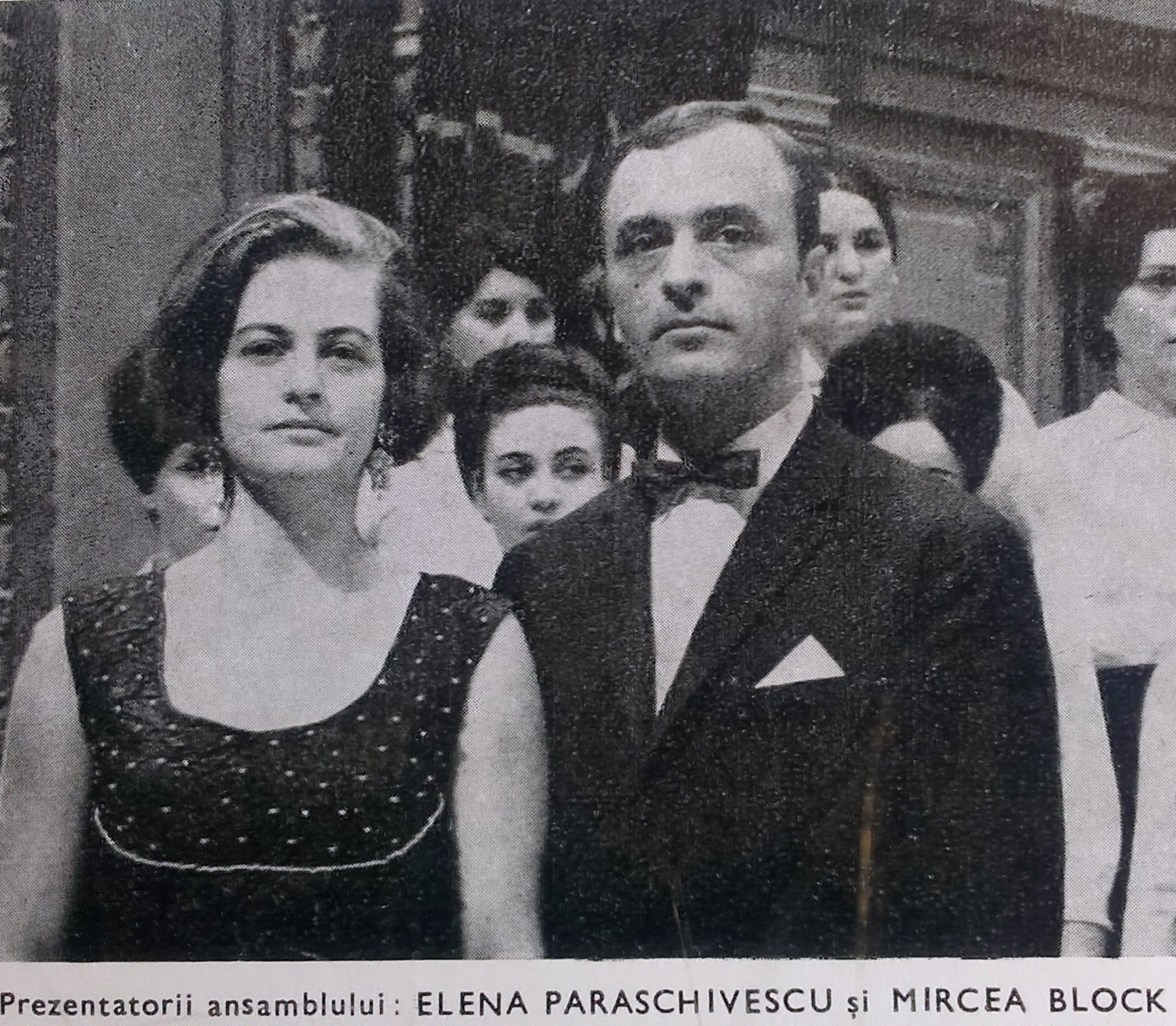

### Textier de muzică patriotică
În epoca României comuniste, Mircea Block a reușit să-și canalizeze emoțiile patriotice pentru a proslăvi țara, tricolorul, armata țării, tânăra generație, eroii căzuți în luptă și cetățile istorice: Slavă ție, Românie, muzică corală (compozitor Temistocle Popa); Suntem Armata Țării, muzică patriotică (compozitor Temistocle Popa); Sunați, trompete de argint, muzică patriotică (compozitor Temistocle Popa); Întâiul gând (1976), muzică patriotică (compozitor Temistocle Popa); Tânăra generație (1985) (compozitor Temistocle Popa); Din totdeauna (compozitor Temistocle Popa); Am jurat pe tricolorul țării (compozitor Temistocle Popa); Balada eroilor căzuți în luptă (compozitor Petre Mihăescu); Cînd te cheamă țara (1984) (compozitor Constantin Arvinte); În Cetatea Sucevei (1968) (compozitor Constantin Arvinte).

### Textier de muzică populară
Vocea de Aur a Angelei Moldovan a reprezentat o inspirație continuă în creația lui Mircea Block. Autorul nu a făcut versuri folclorice decât pentru cântecele populare interpretate de soția sa: celebra Mi-am făcut bundiță nouă (compozitor Angela Moldovan); melodiile Cine stă posomorâtă; Fata neichii, fată; Mi-a zis badea pe cărare; Ia mai zi din fluieraș etc.

### Scenarist, libretist
Mircea Block a fost un renumit scenarist de emisiuni TV, spectacole muzical-literare și reviste muzicale. A fost și autor de librete de cântece, dansuri și spectacole muzical-
coregrafice: revista muzicală Aoleu, am un lapsus (1969), la Teatrul ”Constantin Tănase”; revista muzicală La Estradă-i seară mare (1969), la Teatrul de Stat din Ploiești; scenarii pentru televiziune (În reportaj prin București (1959); scenarii pentru spectacole literar-muzicale (Am jurat pe tricolorul țării) etc.
La spectacolele de revistă a colaborat cu Maria Tănase, Stela Popescu, Radu Beligan, Grigore Vasiliu-Birlic, Dem Rădulescu, Puiu Călinescu, Ștefan Mihăilescu-Brăila, Alexandru Giugaru, Olga Tudorache, Constantin Rauțchi, Mihai Fotino, George Vraca, Iurie Darie.

## Viața personală

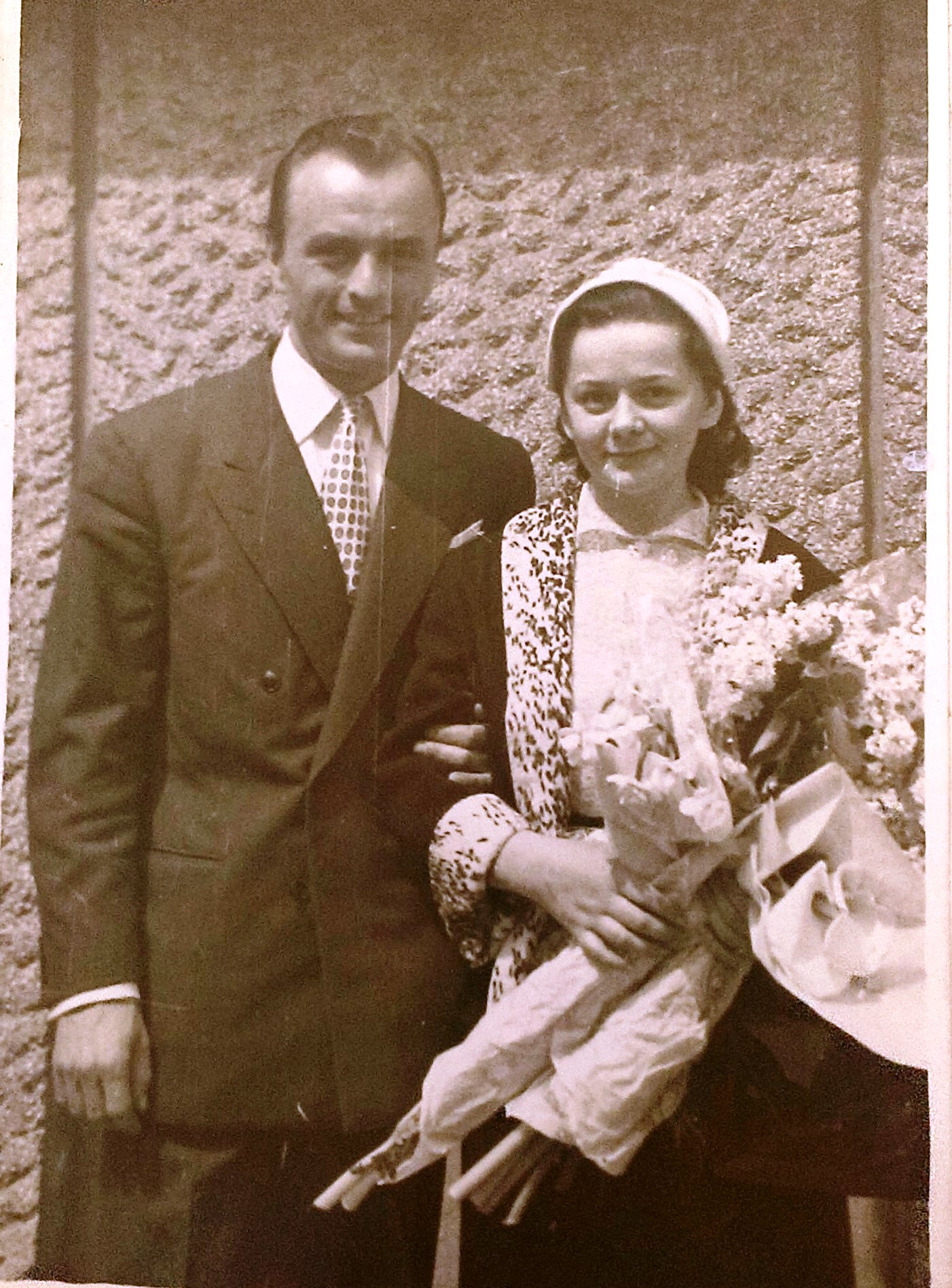
Mircea Block și Angela Moldovan în ziua nunții lor, București, 30 aprilie 1960.

În 1960 Mircea Block s-a căsătorit cu Angela Moldovan. După zece ani de căsnicie, în 1970 cei doi au divorțat.
Mircea Block a semnat versurile (pe muzica lui Temistocle Popa) pentru filmul muzical româno-sovietic Cîntecele mării (1971), regizat de Francisc Munteanu și avându-i în rolurile principale pe Dan Spătaru și pe celebra actriță sovietică Natalia Fateeva. În 1971, în URSS a fost lansat un disc cu cele 9 șlagăre ale filmului în limba rusă. Grație lui Dan Spătaru, melodiile Să cântăm chitara mea și Tu, eu, și-o umbrelă (pe care le-a interpretat și în rusă, cu titlurile Oт зари до зари (Пой гитара) și Ты, я, мой зонтик) s-au bucurat de același succes și în Rusia.
În calitatea sa de scenarist și regizor de spectacole, Mircea Block s-a regăsit și în postura de prezentator: a fost prezentatorul Ansamblului Ciocârlia, dar și prezentatorul spectacolului desfășurat în cadrul turneului Angelei Moldovan în 1967, în Israel.

## Filmografie
Fiind de profesie actor, Mircea Block a jucat în mai multe filme la începutul carierei sale artistice, cum ar fi: 
- Viața învinge (1951) – secretarul de partid Tudose
- Directorul nostru (1955) – funcționar
- Alo?... Ați greșit numărul! (1958) – operatorul de film